# Birnin Kebbi
Birnin Kebbi je grad na krajnjem sjeverozapadu Nigerije, 100 km od tromeđe Benin - Niger - Nigerija. Glavni je grad savezne države Kebbi. Leži na rijeci Sokoto.
Prema popisu iz 1991., Birnin Kebbi ima 63.147, a prema procjeni iz 2010. 119.120 stanovnika.